# Olympische Winterspiele 1984
| Medaillenspiegel               | Medaillenspiegel   | Medaillenspiegel | Medaillenspiegel | Medaillenspiegel | Medaillenspiegel |
| Platz                          | Land               | G                | S                | B                | Ges.             |
| ------------------------------ | ------------------ | ---------------- | ---------------- | ---------------- | ---------------- |
| 1                              | DDR                | 9                | 9                | 6                | 24               |
| 2                              | Sowjetunion        | 6                | 10               | 9                | 25               |
| 3                              | Vereinigte Staaten | 4                | 4                | –                | 8                |
| 4                              | Finnland           | 4                | 3                | 6                | 13               |
| 5                              | Schweden           | 4                | 2                | 2                | 8                |
| 6                              | Norwegen           | 3                | 2                | 4                | 9                |
| 7                              | Schweiz            | 2                | 2                | 1                | 5                |
| 8                              | BR Deutschland     | 2                | 1                | 1                | 4                |
| 8                              | Kanada             | 2                | 1                | 1                | 4                |
| 10                             | Italien            | 2                | –                | –                | 2                |
| …                              | …                  | …                | …                | …                | …                |
| 16                             | Liechtenstein      | –                | –                | 2                | 2                |
| 17                             | Österreich         | –                | –                | 1                | 1                |
| Vollständiger Medaillenspiegel |                    |                  |                  |                  |                  |

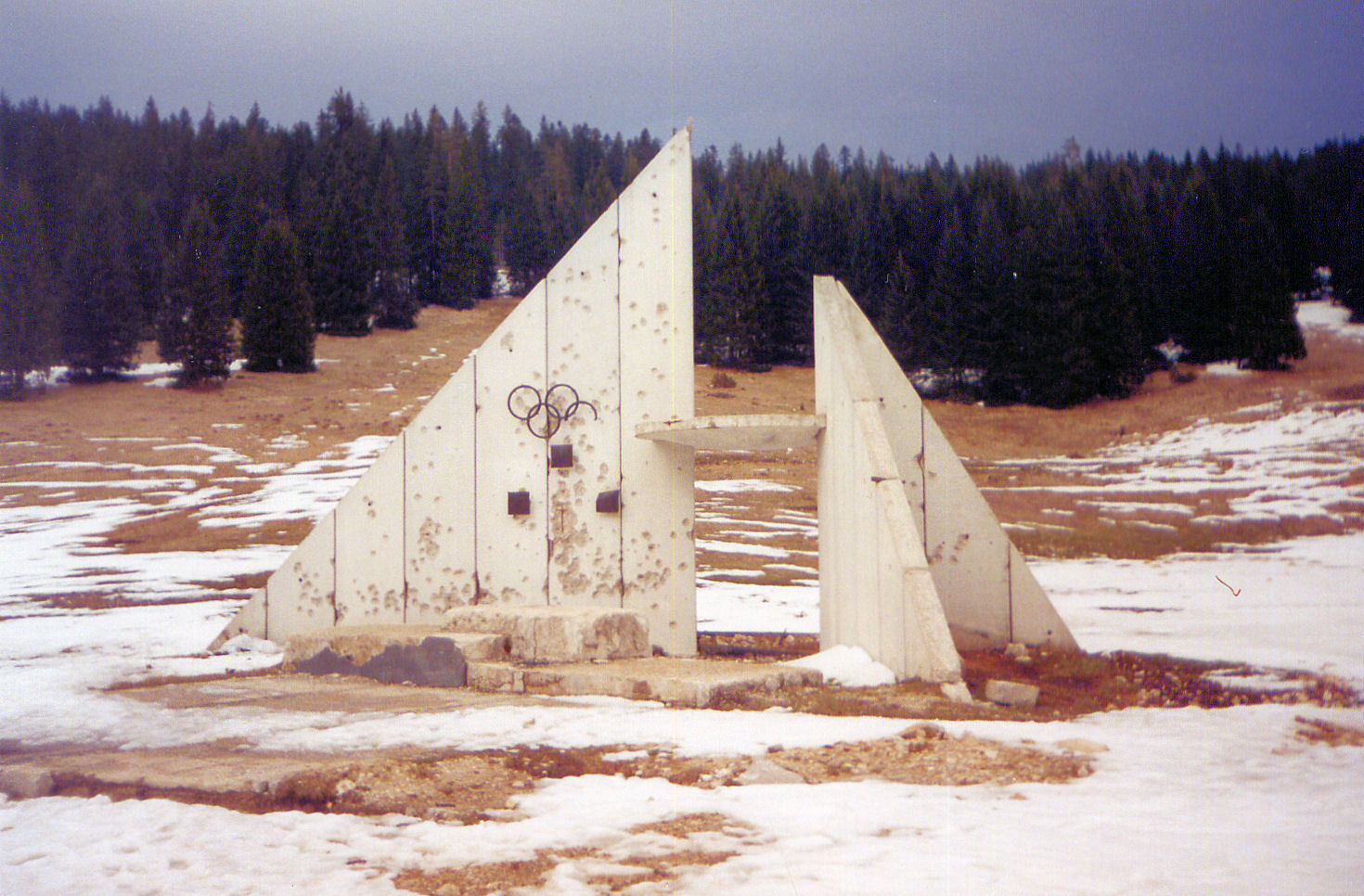
Während der Belagerung von Sarajevo durch Schüsse beschädigtes Olympiasymbol

Die Olympischen Winterspiele 1984 (auch XIV. Olympische Winterspiele genannt) wurden vom 8. bis 19. Februar 1984 in Sarajevo, Jugoslawien (heute Bosnien und Herzegowina) ausgetragen.

## Wahl des Austragungsortes
Andere Kandidatenstädte waren das japanische Sapporo und Göteborg in Schweden. Das IOC entschied sich im zweiten Wahlgang für Sarajevo. Anfänglich war Sapporo noch der Favorit, Sarajevo galt als Überraschung. Diese Prozeduren fanden am 18. Mai 1978 auf der 80. IOC-Session in Athen statt; im ersten Wahlgang lag Sapporo mit 33 vor Sarajevo (31), Göteborg (10) – bei 2 Enthaltungen –.
Ergebnis der Wahlgänge:
| Ort      | Land        | Wahlgang 1 | Wahlgang 2 |
| -------- | ----------- | ---------- | ---------- |
| Sarajevo | Jugoslawien | 31         | 39         |
| Sapporo  | Japan       | 33         | 36         |
| Göteborg | Schweden    | 10         | -          |

## Herausragende Sportler
- Jens Weißflog (DDR) gewann, damals noch im Parallelstil, Gold und Silber im Skispringen. Auch Gold und Silber im Skispringen gewann Matti Nykänen (FIN). Katarina Witt, ebenfalls aus der DDR, gewann Gold im Eiskunstlauf.
- Auch in den anderen Disziplinen waren die Athleten der DDR sehr erfolgreich. So gelang den Rodlerinnen ein Dreifachsieg und auch die beiden Bobs fuhren einen Doppelsieg ein. Bei den Eisschnelllaufwettbewerben der Damen gewannen die DDR-Sportlerinnen neun von zwölf Medaillen.
- Die Finnin Marja-Liisa Hämäläinen gewann alle drei Skilanglaufwettbewerbe der Damen.
- Weitere herausragende Sportler waren Gaétan Boucher (CAN) und Karin Enke (DDR) mit zwei Eisschnelllauf-Goldmedaillen sowie der norwegische Biathlet Eirik Kvalfoss und der deutsche Biathlet Peter Angerer mit jeweils einem kompletten Medaillensatz.
- Die Vertreter der Bundesrepublik Deutschland konnten nur wenige Erfolge verbuchen. Gold gab es lediglich für die Rodler im Doppelsitzer (Hans Stanggassinger und Franz Wembacher) sowie für Peter Angerer im 20-km-Biathlon-Einzellauf.

## Erwähnenswertes
- Die Eröffnungsfeier fand im Koševo-Stadion von Sarajevo statt; offiziell eröffnet wurden die Spiele durch den jugoslawischen Präsidenten Mika Špiljak. Letzte Fackelträgerin war die jugoslawische Eiskunstläuferin Sanda Dubravčić. Den olympischen Eid sprachen der jugoslawische alpine Rennfahrer Bojan Križaj und der jugoslawische alpine Kampfrichter Dragan Perovic. Die Schlussfeier am 19. Februar begann um 20 Uhr in der Zetra-Halle, wobei Juan Antonio Samaranch, der erstmals bei Olympischen Winterspielen als IOC-Präsident amtierte, eine Ansprache hielt.
- Maskottchen der Spiele war Vučko, ein Wolf. Die Zeitungsleser der jugoslawischen Presse stimmten aus einer Liste mit sechs Vorschlägen ab.
- Um einem drohenden Stromausfall vorzubeugen, wurde in Sarajevo ein neues Verteilerzentrum in Betrieb genommen. Im Vorfeld der Winterspiele hatte es wegen der großen wirtschaftlichen Schwierigkeiten des Gastgeberlandes Stromreduzierungen gegeben, während der Spiele brauchte nicht gespart zu werden.[1]
- Um die Stadt Sarajevo von ihrer schönen Seite zu zeigen, waren Putzkolonnen mit viertausend jugendlichen Unterstützern im Einsatz. An den Verkaufsläden waren Werbetafeln und -aufschriften mit Angeboten für Ananas, Bananen und Kaffee – alles Waren, die üblicherweise nicht im Sortiment waren – zu erblicken. Es wurde davon ausgegangen, dass dies nur eine temporäre Angelegenheit war.[2][3]
- Laut Zentralcomputer der Universität Zagreb waren mehr als zwei Drittel aller 28.057 Akkreditierungen schon sieben Tage vor Beginn der Spiele ausgegeben, wobei 68 % (bezogen auf diese zwei Drittel) auf Mitglieder des Organisationskomitees kamen, 1.582 Journalisten (36 %) hatten schon ihre Arbeit aufgenommen – nur 6 % hatte bis dahin die Rate der eingetroffenen Sportler betragen.[4]
- Die Großschanze sowie viele weitere Sportstätten wurden acht Jahre später im Bosnienkrieg schwer beschädigt und werden heute nicht mehr verwendet.
- Laut offiziellen Angaben des Organisationskomitees war das Verhältnis der Zahl der Sportler und Betreuer mit 1.590 zu 1.333 nahezu ausgeglichen, wobei 13 der 49 Mannschaften mehr Funktionäre als Sportler entsandt hatten (bei Monaco bemühten sich 5 Betreuer um einen Sportler). Aber auch Österreich, das mit den USA (108) und mit Italien (102) mehr als 100 Funktionäre stellte, stand bei nur 72 Sportlern in einer dementsprechenden Wertung weit voran. Costa Rica (2 Biathleten), Puerto Rico (ein Rodler) und Senegal (ein alpiner Rennläufer) waren ohne Begleitperson vertreten.[5]
- Männer und Frauen waren erstmals in zwei olympischen Dörfern untergebracht. Diese beiden „olympischen Dörfer“, das Pressezentrum und das Radio-TV-Zentrum wurden schon am 26. Januar ihren Bestimmungen übergeben. Das olympische Dorf Mojmilo wies 640 Appartements auf. Der „Dorfbürgermeister“ von Seleskovic, Sabahudinb Seleskovic, konnte acht Sportler und Funktionäre aus Kanada, der DDR und der UdSSR als erste Bewohner begrüßen. Seleskovic hatte ein Ausmaß von 12 ha Baugrund mit 24 Wohnblocks mit 639 Appartements und 2.100 Betten, verfügte über einen Speisesaal für 800 Personen, einen Laden, eine Post- und eine Bankfiliale sowie Freizeiteinrichtungen wie Kino, Theater, Diskothek, Spielsalon, Fernsehräume, Cafeteria, Sporthalle mit Sauna. Neu war eine Einrichtung seitens des IOC, nämlich Büros für Athletenberatung wie Doping und Sportlermitbestimmung.[6]
- Im regionalen „TV Sarajevo“ wurden täglich Programmteile in englischer und französischer Sprache ausgestrahlt. Ab 1. Februar hatte die Stadtverwaltung von Sarajevo größere Verkehrsbeschränkungen erlassen: es gab drei Zonen, in denen nur mit entsprechenden Erlaubnisscheinen gefahren werden durfte. Öffentliche Verkehrsmittel waren rund um die Uhr eingerichtet.[7]
- Im November 1983 war noch die Meldung gekommen, dass die Wettkampfstätten ohne Schnee seien und dort die Blumen blühten.[8]
- Es waren 49 Nationen vertreten – als Letzte hatten (verspätet) die Virgin Islands, und zwar für einen Eisschnellläufer, genannt. Demgegenüber hatten Portugal und Dänemark ihre Meldungen zurückgezogen.[9]

### Sportliche Aspekte
- Das alpine Skiteam von Chile war ohne Skier, Stöcke und Schuhe angereist; die sollten erst vor Ort gekauft werden.
- Die Vorbereitung der Sportler aus der Volksrepublik China, die erstmals an Winterspielen teilnahmen, fanden hinsichtlich ihrer alpinen Rennläufer, Langläufer und Biathleten in Seefeld in Tirol statt, die Japaner trainierten in Stubai (Kurzbezeichnung für „Stubaital“).[10]
- Österreichs Medaillenausbeute war katastrophal. Anton Steiner holte mit Bronze in der alpinen Abfahrt die einzige Medaille. Sogar das kleine Nachbarland Liechtenstein hatte 2 Medaillen erobert.
- Im Skispringen von der Großschanze erreichte der 28-jährige Oberaudorfer B-Kader-Springer Gerhard Schaare (BRD) als Vorspringer mit 104,5 und 109,5 Metern eine größere Weite als der damalige Bronzemedaillengewinner Pavel Ploc (ČSSR).
- Jayne Torvill und Christopher Dean erhielten für die Kür nach der Musik zu Maurice Ravels Boléro neunmal die damalige Idealnote 6,0 in der B-Note – das war die höchstmögliche Bewertung und das einzige Mal, dass dies erreicht wurde.
- Die amerikanischen Zwillingsbrüder Phil und Steve Mahre belegten die ersten beiden Ränge im alpinen Slalom, und zusätzlich mit Bill Johnson als Abfahrtssieger gab es erstmals für die US-Herren alpine Goldmedaillen bei Olympischen Spielen – wie überhaupt der US-Skiverband im Alpinbereich mit zusätzlich noch Gold im Riesenslalom von Debbie Armstrong die Medaillenwertung gewann. Im Übrigen gaben die Mahre-Zwillinge hier in Sarajevo am 12. Februar ihren Rücktritt bekannt (diesen vollzogen sie nach den Weltcuprennen in Vail).[11]
- Auch das Gold im Slalom von Paoletta Magoni bedeutete erstmals eine alpine Goldmedaille für die italienischen Damen.
- Die DDR gewann erstmals die Medaillenwertung.
- Nicht teilnehmen durften u. a. die alpinen Skirennläufer Ingemar Stenmark und Hanni Wenzel, da sie Profilizenzen besaßen.[12] Es fehlte auch der für Luxemburg startende Österreicher Marc Girardelli. Er wollte für Österreich ins Rennen gehen, doch war ein Verbandswechsel während der Saison nicht möglich (Meldung vom 17. Oktober 1983).
- Der griechische Sänger Costa Cordalis wollte als Langläufer teilnehmen. Sein für die Öffentlichkeit erster Auftritt wurde in der vom ZDF produzierten und vom ORF und der SRG übernommenen TV-Show „Wetten, dass…“ mit Moderator Frank Elstner am 10. Dezember 1983 gezeigt, als der Star auf Skirollern auftrat. Allerdings wurde er vom Olympischen Komitee Griechenlands nicht nominiert.[13][14][15]

### Fernsehrechte/TV und Radio
- Bei den TV-Rechten trug der US-TV-Gigant ABC mit 91 Mio. US-$ den Löwenanteil (im Preis waren – zwar nicht offiziell, aber nach dem Motto, „wer zahlt, schafft an“ – Programmverzögerungen und Pausen enthalten, die für Werbeeinschaltungen an das USA-TV-Publikum benötigt wurden[16]), Westeuropa musste 6,83 Mio. US-$ aufbringen. Es hatte jedoch im Vorfeld allgemein große Sorgen um die Organisation gegeben, die mit dem Tod von Marschall Josip Broz Tito (12. Mai 1980) angestiegen waren, denn es fehlte nun eine ordnende Hand in diesem Vielvölkerstaat mit vier eigenständigen Republiken und zwei autonomen Provinzen. Die größten Schwierigkeiten hatte es im Bereich von Rundfunk und Fernsehen gegeben. Es war zwar rechtzeitig mit dem Bau des neuen Zentrums mit 25 Radio- und fünf TV-Studios begonnen worden, das später von RTV Sarajevo übernommen werden sollte, aber erst Ende 1982 hatten sich die acht Programmdirektoren der unabhängigen Sender innerhalb der JTR auf eine Lösung einigen können. Demnach hatten RTV Sarajevo die Eröffnungsfeier, RTV Beograd Bob- und Schlittenbewerbe, RTV Ljubljana die alpinen Herren-, RTV Sarajevo und Titograd die der Damen, RTV Novisad den nordischen Bereich, RTV Pristina das Skispringen, RTV Skopje Eishockey in der Halle und letztlich RTV Skenderija und RTV Zagreb Eishockey, Eiskunstlauf, Eisschnelllauf und die Schlussfeier. 20 Übertragungswagen standen bereit, um über 200 Stunden an insgesamt 57 Rundfunk- und TV-Anstalten in 24 Länder auszustrahlen. Außer den Pflichtbewerben im Eiskunstlauf waren alle Veranstaltungen finanziell abgedeckt, aber es war ausländische Hilfe notwendig (ABC stellte 19 Kameras für die Abfahrtsrennen der Herren zur Verfügung, um auch den oberen Streckenteil zeigen zu können – und, mit Ausnahme von Bob und Rodeln, wurden vom US-Sender alle Kommentatoreneinheiten mit Kopfhörer und Mikrofon geliefert, die eigentlich für die Olympischen Sommerspiele in Los Angeles bestellt worden waren). Wie es hieß, werde das jugoslawische Fernsehen während der Spiele 1.600 Personen in Sarajevo beschäftigen, dazu kämen noch 520 aus Westeuropa.[17]
- Wie schon zuletzt in Innsbruck 1976 wurde am 7. Februar vom IOC einem Protest der UdSSR-Delegation gegen die Stationierung von Radio Free Europe stattgegeben.[18][19]

## Finanzielle Belange, Besucherzahlen
Darüber gab es unterschiedliche Betragsangaben und Meldungen.
- Die Olympiastadt hatte 640.000 Gäste erwartet. Der Direktor der Reisegesellschaft „Zoitours“, George Mrkela, gab Ende des Jahres 1983 bekannt, 80 % der 800.000 Eintrittskarten verkauft zu haben. Wie zuletzt bei der Fußballweltmeisterschaft in Spanien durften die Billets nur in Paketen zusammen mit einer Unterkunft angeboten werden. Es gab zwei Kategorien von Karten – eine für sämtliche Wettbewerbe einer Sportart (bei den Alpinen um rund 670 DM) und eine billigere um 163 DM, wobei die Strategie darauf ausgerichtet war, dass die teureren für die Ausländer, die billigeren für die Einheimischen gedacht waren. Die Hotelbetten, im Dezember noch für ca. 67,9 DM zu haben, erlebten einen Anstieg auf 183 DM zuzüglich einer 25%igen Olympiasteuer. Wer allerdings bereit war sich privat oder ca. 60 km außerhalb der Stadt in einem Hotel einzuquartieren, kam mit 51,5 DM davon. Es standen 50.000 Übernachtungsmöglichkeiten vom Hotel- bis Privatbett im Umkreis von 30 km zur Verfügung. Ziemlich zurückhaltend war mit ca. 400 Bestellungen bis knapp vor Jahresende die Nachfrage aus der Bundesrepublik Deutschland, dem Land mit dem sonst größten Touristenanteil.[20][21]
- Das Organisationskomitee erhoffte sich von den Spielen einen Wintersportboom (mehr Touristen mit „warmem Devisenregen“ aus dem westlichen Ausland). Die Geldbeschaffung wurde mit Fonds angekurbelt, Bürger und Firmen konnten Anteilscheine erwerben. Es hatten sich mehr als 1,2 Millionen jugoslawische Staatsbürger, dreitausend Kollektive und 55 Unternehmen beteiligt, zudem wurden 46 Sponsorenverträge mit ausländischen Konzernen abgeschlossen. Damit waren 80 % der Kosten gedeckt – die veranschlagte Summe von 163 Mio. US-$ konnte auf 150 Mio. gesenkt werden.[22]
- Laut dem Informationscomputer im Pressezentrum wurden die Kosten für dieses sportliche Großereignis mit 19,83 Milliarden Dinars (203 Millionen US-$) beziffert, wovon man sich laut Hochrechnungen 1,9 Mia. Dinar durch Sponsoren, Lizenzen, TV-Rechte, Eintrittskarten und Spenden erwartete, den Rest teilten sich die Stadt Sarajevo, die Republiken und autonomen Provinzen und der Staat, wovon 85,8 % Sarajevo und (die als unterentwickelt bezeichnete) Republik Bosnien und Herzegowina zu bestreiten hatten, 4,25 Mio. DM brachte der jugoslawische Staat auf und den Rest mussten die übrigen genannten Staaten und Provinzen beitragen (von denen es hieß, dass sie „dies mit großen Unwillen taten, da sie nichts davon hatten, während sich Sarajevo brüsten konnte“). Allerdings erwuchsen der Stadt Sarajevo hinsichtlich dieser finanziellen Umstände kaum Belastungen, denn deren Bürger hatten sich in einem mit 93 % angenommenen Referendum verpflichtet, fünf Jahre lang 2,5 % ihres Gehaltes abzuführen. Ein solches Finanzierungsmodell war in Jugoslawien wegen der geringen Steuereinnahmen nicht unüblich, denn Arbeiter und Angestellte brauchten erst ab einen Monatsgehalt von 50.000 Dinar (ca. 1.110 DM) Abgaben zu bezahlen, das Durchschnittseinkommen lag aber weit unter der Hälfte dieser Summe. So waren die Bürger immer wieder für Einrichtungen, die dem Gemeinwohl dienten, auf diese Weise zur Kasse gebeten worden. Außerdem hatten sich viele Staatsbürger und auch Gastarbeiter im Ausland spendierfreudig gezeigt und dem Organisationskomitee bei 29,3 Mio. DM zukommen lassen. Aus dem Olympialotto erwarteten sich die Veranstalter 6 Mio. DM.[23]
- Hinsichtlich der Kosten für die österreichische Delegation gab es eine Meldung, dass diese sich auf 14 Mio. Schilling für Sportler und 48 Offizielle (die übrigen Betreuer kamen von den Ausrüsterfirmen, welche sie auch bezahlten), 11,5 Mio. für das Team sowie 2,5 Mio. für den Aufenthalt beliefen.[24]

## Sportstätten

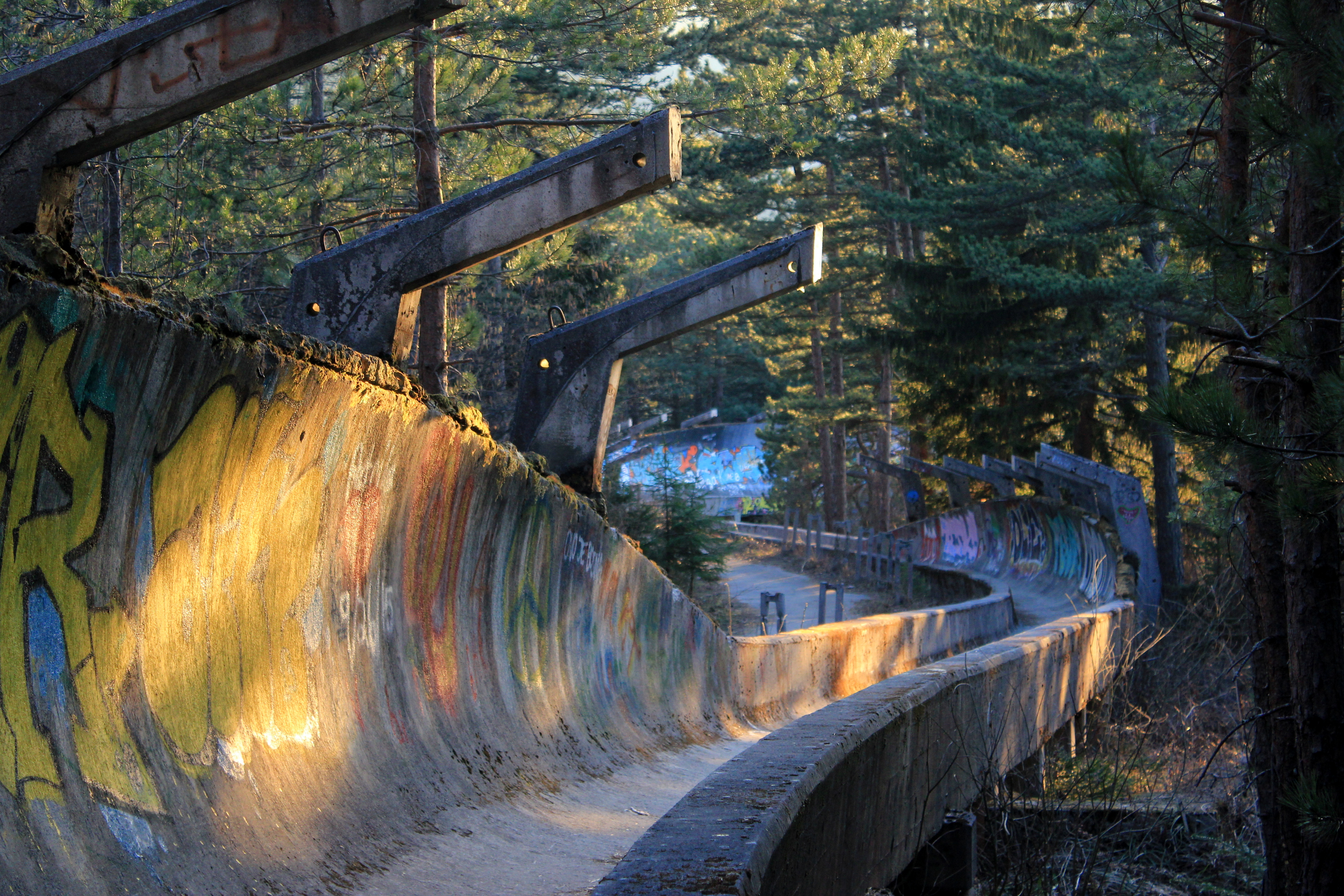
Die olympische Bobbahn am Trebević (2017)

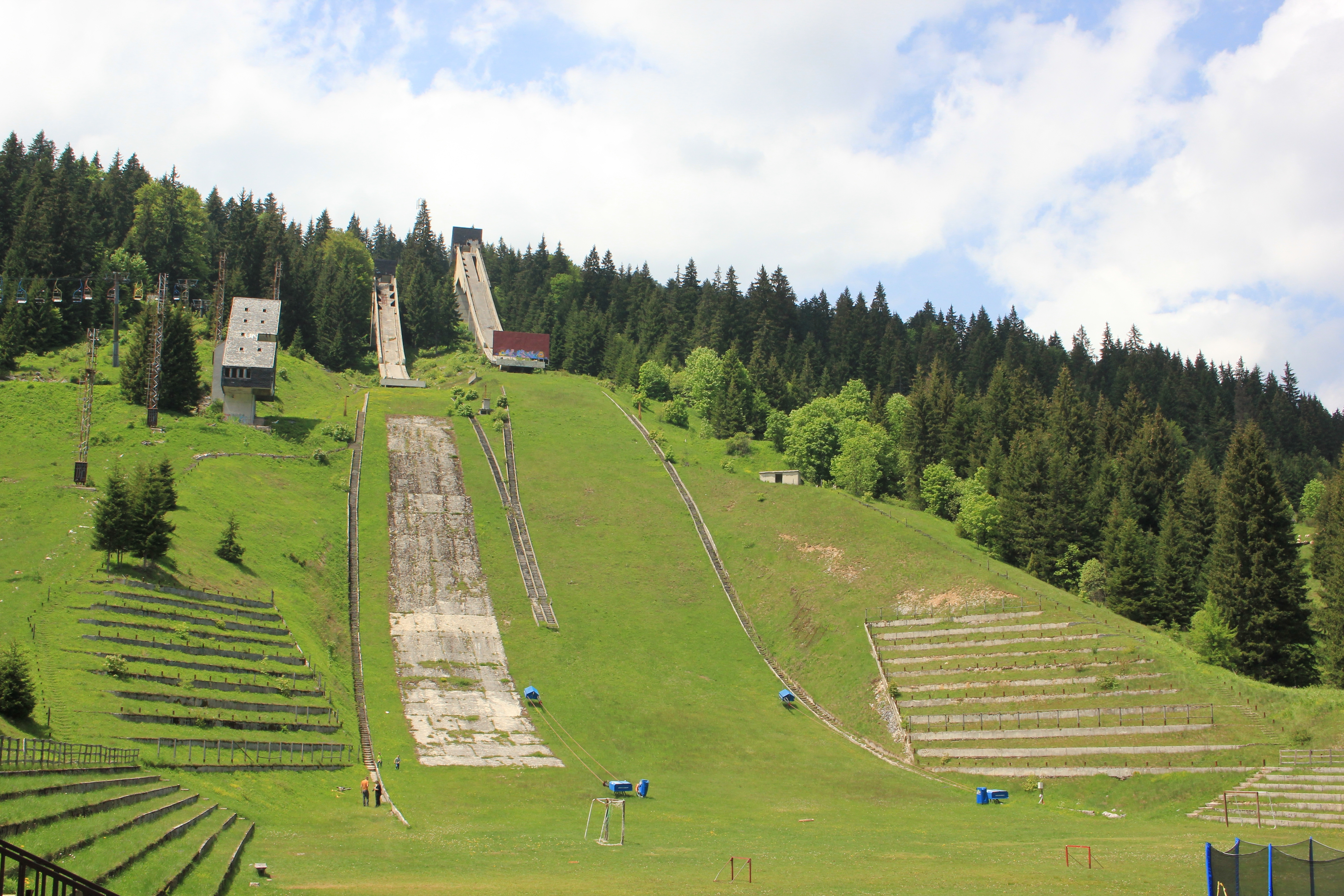
Die olympischen Sprungschanzen auf dem Igman (2018)

- Olympisches Stadion Koševo – Eröffnungsfeier
- Igman Olympic Jumps – Skispringen
- Olympiahalle Zetra – Eiskunstlauf, Eishockey, Schlussfeier
- Zetra Oval – Eisschnelllaufbahn
- Trebević – Bob- und Rennschlittenbahn
- Jahorina – Ski Alpin Damen
- Bjelašnica – Ski Alpin Herren
- Igman Veliko Polje – Langlauf, Biathlon

## Teilnehmer
| Europa (910 Athleten aus 28 Nationen) | Europa (910 Athleten aus 28 Nationen) | Europa (910 Athleten aus 28 Nationen)                                                                                           |
| --- | --- | --- |
| - Andorra (2) - Belgien (4) - Bulgarien (16) - DDR (57) - BR Deutschland (84) - Finnland (45) - Frankreich (32) - Griechenland (6) - Großbritannien (30) - Island (5) | - Italien (74) - Jugoslawien (71) - Liechtenstein (10) - Monaco* (1) - Niederlande (13) - Norwegen (58) - Österreich (65) - Polen (30) - Rumänien (19) - San Marino (3) | - Schweden (60) - Schweiz (42) - Sowjetunion (99) - Spanien (13) - Tschechoslowakei (50) - Türkei (7) - Ungarn (9) - Zypern (5) |
| Amerika (206 Athleten aus 9 Nationen) | | |
| - Argentinien (18) - Bolivien (3) - Brit. Jungferninseln* (1) | - Chile (4) - Costa Rica (4) - Kanada (67) | - Mexiko (1) - Puerto Rico* (1) - Vereinigte Staaten (107)                                                                      |
| Asien (117 Athleten aus 7 Nationen) | | |
| - China, Volksrepublik (37) - Chinese Taipei* (12) - Japan (39) | - Korea, DVR (6) - Korea, Republik (15) - Libanon (4) | - Mongolei (4) |
| Ozeanien (16 Athleten aus 2 Nationen) | | |
| - Australien (10) | - Neuseeland (6) | |
| Afrika (6 Athleten aus 3 Nationen) | | |
| - Ägypten* (1) | - Marokko (4) | - Senegal* (1) |
| (Anzahl der Athleten) * Erstmalige Teilnahme an Winterspielen | | |

Insgesamt nahmen 1272 Athleten (davon 998 Männer und 274 Frauen) aus 49 Ländern an den Wettbewerben teil.
Ägypten, Monaco, Puerto Rico, Senegal und die Britischen Jungferninseln nahmen das erste Mal an Olympischen Winterspielen teil.

## Wettkampfprogramm
Es wurden 39 Wettbewerbe (24 für Männer, 13 für Frauen und 2 Mixed-Wettbewerbe) in 6 Sportarten/10 Disziplinen ausgetragen. Es gab nur eine Veränderung im olympischen Programm im Vergleich zu Lake Placid 1980 – im Skilanglauf wurden die 20 km für Frauen dem Programm hinzugefügt. Die Anzahl der Sportarten/Disziplinen blieb gleich.

### Olympische Sportarten/Disziplinen
- Biathlon Gesamt (3) = Männer (3)
- Bob Gesamt (2) = Männer (2)
- Eishockey Gesamt (1) = Männer (1)
- Eislauf
  -  Eiskunstlauf Gesamt (4) = Männer (1)/Frauen (1)/Mixed (2)
  -  Eisschnelllauf Gesamt (9) = Männer (5)/Frauen (4)
- Rennrodeln Gesamt (3) = Männer (2)/Frauen (1)
- Skisport
  -  Ski Alpin Gesamt (6) = Männer (3)/Frauen (3)
  - Ski Nordisch
    -  Nordische Kombination Gesamt (1) = Männer (1)
    -  Skilanglauf Gesamt (8) = Männer (4)/Frauen (4)
    -  Skispringen Gesamt (2) = Männer (2)

Anzahl der Wettkämpfe in Klammern

### Zeitplan
| Zeitplan                  | Zeitplan            | Zeitplan              | Zeitplan | Zeitplan | Zeitplan | Zeitplan | Zeitplan | Zeitplan | Zeitplan | Zeitplan | Zeitplan | Zeitplan | Zeitplan | Zeitplan | Zeitplan | Zeitplan           |
| Disziplin                 | Disziplin           | Disziplin             | Di. 7.   | Mi. 8.   | Do. 9.   | Fr. 10.  | Sa. 11.  | So. 12.  | Mo. 13.  | Di. 14.  | Mi. 15.  | Do. 16.  | Fr. 17.  | Sa. 18.  | So. 19.  | Ent- schei- dungen |
| Disziplin                 | Disziplin           | Disziplin             | Februar  | Februar  | Februar  | Februar  | Februar  | Februar  | Februar  | Februar  | Februar  | Februar  | Februar  | Februar  | Februar  | Ent- schei- dungen |
| ------------------------- | ------------------- | --------------------- | -------- | -------- | -------- | -------- | -------- | -------- | -------- | -------- | -------- | -------- | -------- | -------- | -------- | ------------------ |
| Eröffnungsfeier           |                     |                       |          |          |          |          |          |          |          |          |          |          |          |          |          |                    |
| Biathlon                  | Biathlon            | Biathlon              |          |          |          |          | 1        |          |          | 1        |          |          | 1        |          |          | 3                  |
| Bob                       | Bob                 | Bob                   |          |          |          |          | 1        |          |          |          |          |          |          | 1        |          | 2                  |
| Eishockey                 | Eishockey           | Eishockey             |          |          |          |          |          |          |          |          |          |          |          |          | 1        | 1                  |
| Eislauf                   | Eiskunstlauf        | Eiskunstlauf          |          |          |          |          |          | 1        |          | 1        |          | 1        |          | 1        |          | 4                  |
| Eislauf                   | Eisschnelllauf      | Eisschnelllauf        |          |          | 1        | 2        |          | 1        | 1        | 1        | 1        | 1        |          | 1        |          | 9                  |
| Rennrodeln                | Rennrodeln          | Rennrodeln            |          |          |          |          |          | 2        |          |          | 1        |          |          |          |          | 3                  |
| Skisport                  | Ski Alpin           | Ski Alpin             |          |          |          |          |          |          | 1        | 1        |          | 2        | 1        |          | 1        | 6                  |
| Skisport                  | Ski Nordisch        | Nordische Kombination |          |          |          |          |          | 1        |          |          |          |          |          |          |          | 1                  |
| Skisport                  | Ski Nordisch        | Skilanglauf           |          |          | 1        | 1        |          | 1        | 1        |          | 1        | 1        |          | 1        | 1        | 8                  |
| Skisport                  | Ski Nordisch        | Skispringen           |          |          |          |          |          | 1        |          |          |          |          |          | 1        |          | 2                  |
| Schlussfeier              |                     |                       |          |          |          |          |          |          |          |          |          |          |          |          |          |                    |
| Demonstrationswettbewerbe |                     |                       |          |          |          |          |          |          |          |          |          |          |          |          |          |                    |
| Behindertenskisport       | Behindertenskisport | Behindertenskisport   |          |          |          |          | 4        |          |          |          |          |          |          |          |          | 4                  |
| Entscheidungen            | Entscheidungen      | Entscheidungen        |          |          | 2        | 3        | 2        | 7        | 3        | 4        | 3        | 5        | 2        | 5        | 3        | 39                 |
|                           |                     |                       | Di. 7.   | Mi. 8.   | Do. 9.   | Fr. 10.  | Sa. 11.  | So. 12.  | Mo. 13.  | Di. 14.  | Mi. 15.  | Do. 16.  | Fr. 17.  | Sa. 18.  | So. 19.  |                    |
| Februar                   |                     |                       |          |          |          |          |          |          |          |          |          |          |          |          |          |                    |

Farblegende